# Малий Рамблін (фільм)
«Малий Рамблін» (англ. The Ramblin' Kid) — американський вестерн режисера Едварда Седжвіка 1923 року, за участю Гут Гібсон та Лора Ла Плент. Цей фільм може бути загублений. Пізніше роман буде екранізований у звуковому фільмі «Довга довга стежка» (1929), в якому також знявся Гібсон.

## У ролях
- Гут Гібсон — Малий Рамблін
- Лора Ла Плент — Каролін Джун
- Гарольд Гудвін — Скінні Роулінс
- Вільям Велш — Лейф Дорсі
- М. Маккаллі — шериф Том Пул
- Чарльз К. Френч — Джошуа Гек
- Дж. Реймонд Най — Майк Сабота
- Керол Голлоуей — місис Офелія Кобб
- Губер Гленн — Паркер
- Джордж Кінг — Сінг Піт
- Джип Стрітер — Джон Джудд